# Albrecht der Schöne
Albrecht der Schöne (* 1319; † 4. April 1361) war ein Burggraf von Nürnberg.
Albrecht der Schöne war der vierte Sohn des Nürnberger Burggrafen Friedrich IV. († 1332) und seiner Ehefrau Margareta von Kärnten († 1348). Er war verheiratet mit Sophie von Henneberg († 1372).
Seine Tochter Margarethe (1359–1391) heiratete Landgraf Balthasar von Thüringen (1336–1406), aus dem Hause Wettin.
Die zweite Tochter Anna (1360–1413) heiratete Swantibor III. (~1351–1413), Herzog von Pommern-Stettin.